# Prasinocyma pumilata
Prasinocyma pumilata är en fjärilsart som beskrevs av Fletcher 1956. Prasinocyma pumilata ingår i släktet Prasinocyma och familjen mätare. Inga underarter finns listade i Catalogue of Life.